# 張貴良
張貴良（?—?），安徽省徽州府婺源縣人，清朝政治人物、同進士出身。
光緒三年（1877年），参加丁丑科殿試，登進士三甲第14名。同年五月，分部學習。